# 쿠웨이트 프리미어리그
쿠웨이트 프리미어리그는 쿠웨이트의 최상위 축구 리그로 1962년에 만들어졌다. 현재 최다 우승 팀은 알아라비 쿠웨이트로 16회 우승 기록을 가지고 있다.

## 리그 구조
쿠웨이트 프리미어리그의 하위 리그인 쿠웨이트 1부 리그는 2005-06시즌의 14팀 가운데 하위 6팀이 강등되면서 처음으로 만들어졌다. 2006-07시즌부터 강등제가 실시되고 있는데, 시즌이 종료된 후 리그 7, 8위팀이 1부 리그로 강등되고 1부 리그의 1, 2위팀이 승격하는 방식이다.

## 2024-25 시즌 클럽
- 알아라비
- 알파하힐
- 알자라
- 알쿠웨이트 카이판
- 알나사르
- 알카디시야 쿠웨이트
- 알사헬
- 부르간
- 알술라이비카트
- 알살미야 클럽
- 알타다몬
- 야르무크
- 알샤바브
- 카즈마
- 카이탄

## 역대 우승 팀
| - 1962 : 알아라비 쿠웨이트 - 1963 : 알아라비 쿠웨이트 - 1964 : 알아라비 쿠웨이트 - 1965 : 알쿠웨이트 카이판 - 1966 : 알아라비 쿠웨이트 - 1967 : 알아라비 쿠웨이트 - 1968 : 알쿠웨이트 카이판 - 1969 : 알카디시야 쿠웨이트 - 1970 : 알아라비 쿠웨이트 - 1971 : 알카디시야 쿠웨이트 - 1972 : 알쿠웨이트 카이판 - 1973 : 알카디시야 쿠웨이트 - 1974 : 알쿠웨이트 카이판 - 1975 : 알카디시야 쿠웨이트 - 1976 : 알카디시야 쿠웨이트 - 1977 : 알쿠웨이트 카이판 - 1978 : 알카디시야 쿠웨이트 | - 1979 : 알쿠웨이트 카이판 - 1980 : 알아라비 쿠웨이트 - 1981 : 알살미야 클럽 - 1982 : 알아라비 쿠웨이트 - 1983 : 알아라비 쿠웨이트 - 1984 : 알아라비 쿠웨이트 - 1985 : 알아라비 쿠웨이트 - 1986 : 알카즈마 쿠웨이트 - 1987 : 알카즈마 쿠웨이트 - 1988 : 알아라비 쿠웨이트 - 1989 : 알아라비 쿠웨이트 - 1990 : 알자흐라 - 1991 : 우승 팀 없음 - 1992 : 알카디시야 쿠웨이트 - 1993 : 알아라비 쿠웨이트 - 1994 : 알카즈마 쿠웨이트 - 1995 : 알살미야 클럽 | - 1996 : 알카즈마 쿠웨이트 - 1997 : 알아라비 쿠웨이트 - 1998 : 알살미야 클럽 - 1999 : 알카디시야 쿠웨이트 - 2000 : 알살미야 클럽 - 2001 : 알쿠웨이트 카이판 - 2002 : 알아라비 쿠웨이트 - 2003 : 알카디시야 쿠웨이트 - 2004 : 알카디시야 쿠웨이트 - 2005 : 알카디시야 쿠웨이트 - 2006 : 알쿠웨이트 카이판 - 2007 : 알쿠웨이트 카이판 - 2008 : 알쿠웨이트 카이판 - 2009 : 알카디시야 쿠웨이트 - 2010 : 알카디시야 쿠웨이트 - 2011 : 알카디시야 쿠웨이트 |

## 클럽별 우승횟수
| 클럽                | 우승횟수 |
| ------------------- | -------- |
| 알아라비 쿠웨이트   | 16       |
| 알카디시야 쿠웨이트 | 14       |
| 알쿠웨이트 카이판   | 10       |
| 알살미야 클럽       | 4        |
| 알카즈마 쿠웨이트   | 4        |
| 알자흐라            | 1        |